# NGC 861
NGC 861 is een spiraalvormig sterrenstelsel in het sterrenbeeld Driehoek. Het hemelobject werd op 18 september 1865 ontdekt door de Duits-Deense astronoom Heinrich Louis d'Arrest.

## Synoniemen
- PGC 8652
- UGC 1737
- MCG 6-6-3
- ZWG 523.5
- IRAS02128+3540